# Chồn bạc má bắc
Chồn bạc má Bắc (tiếng Mường: cầy hủ hỉ, danh pháp hai phần: Melogale moschata) là loài thú thuộc họ Chồn. Loài này có khuôn mặt đặc trưng so với các loài chồn khác. Đây là loài thú ăn đêm, chúng giỏi leo trèo để ăn trái cây và côn trùng, sâu bọ và động vật nhỏ. Chồn bạc má Bắc có khứu giác rất tốt, giúp chúng an toàn hơn trong môi trường sống.
Chồn cái sinh con trong thời gian từ tháng năm đến tháng sau, mỗi lứa có thể đến ba con.
Chiều dài cơ thể loài chồn này từ 33 đến 43 cm với đuôi dài 15 đến 23 cm. Chúng sống trên các trảng cỏ, rừng It lives in vùng đồng cỏ, rừng tạp và rừng mưa nhiệt đới từ đông bắc Ấn Độ đến Hoa Nam, Đài Loan và bắc Đông Dương.